# Халупник Раїса Федорівна
Раїса Федорівна Халупник (нар. 29 грудня 1955, місто Біла Церква Київської області) — українська радянська діячка, свинарка колгоспу «Україна» Мелітопольського району Запорізької області. Депутат Верховної Ради УРСР 10—11-го скликань.

## Біографія
Освіта середня. Член ВЛКСМ.
З 1974 року — колгоспниця, свинарка колгоспу «Україна» села Новгородківка Мелітопольського району Запорізької області.
Потім — на пенсії в селі Новгородківка Мелітопольського району Запорізької області.

## Нагороди
- ордени
- медалі